# Glasgow Haskell Compiler
Der Glasgow Haskell Compiler, auch The Glorious Glasgow Haskell Compilation System, aber vor allem bekannt als GHC, ist ein quelloffener Compiler für die Programmiersprache Haskell. Er ist selbst in Haskell geschrieben und erzeugt nativen Maschinencode für die jeweilige Plattform.
GHC gilt heute als die Haskell-Implementierung mit den meisten Features und der weitesten Verbreitung. 2011 erhielt er den Programming Languages Software Award von ACM SIGPLAN.

## Geschichte
Haskell wurde nach der Conference on Functional Programming Languages and Computer Architecture 1987 entworfen, auf der deutlich geworden war, dass die Entwicklung der funktionalen Programmierung durch die Aufsplitterung in viele verschiedene Sprachen (viele davon Mitglied der ML-Familie) aufgehalten wurde. Aus diesem Grund sollte eine neue umfassende Sprache entworfen werden, und zwar Haskell. Der Name wurde als Hommage an den Mathematiker Haskell B. Curry gewählt.
Kurz darauf begann Kevin Hammond an der Universität von Glasgow (daher auch der Name des Compilers) die Entwicklung einer Implementierung in Lazy ML, die praktisch ein Frontend für eine existierende Lazy-ML-Implementierung darstellte. Als diese Implementierung lauffähig war (Juni 1989), stieß Simon Peyton Jones zu der Entwicklergruppe. Der Prototyp besaß zu diesem Zeitpunkt bereits alle in Haskell 1.0 beschriebenen Eigenschaften und war verhältnismäßig stabil. Allerdings wurde die steigende Komplexität der Implementierung zunehmend zum Problem, da der Compiler groß und langsam wurde. Daraufhin wurden einige Features wieder aus dem offiziellen Standard entfernt.
Im Herbst desselben Jahres begann dann die Arbeit an einer völlig neuen Implementierung (allein der Parser, geschrieben in C und mit der Hilfe von Yacc, wurde übernommen), wieder unter Mitarbeit von S. P. Jones, außerdem Cordelia Hall und Will Partain. Entwickelt wurde komplett in Haskell, möglich wurde dies durch Bootstrapping, indem der neue Compiler zunächst mit der alten Implementierung kompiliert wurde, bis die neue Implementierung sich selbst kompilieren konnte (self-hosting). 1992 erschien die erste komplette Version, 0.10.

## Funktionsweise
Zunächst wird der Haskell-Code in eine einzige Datenstruktur geparst, um Typprüfungen durchzuführen. Haskell ist eine sehr stark typisierte Sprache, weshalb dieser Schritt wichtig ist.
Nach dieser ersten Phase wird das Programm in eine Zwischensprache namens Core umgeformt. Die Core-Sprache (ursprünglich basierend auf dem Lambda-Kalkül) besitzt eine sehr überschaubare Definition, was es einfach macht, Routinen zu schreiben, die sie umformen, zum Beispiel um das Programm zu optimieren. Die Core-Sprache ist eine der Stärken des GHC, da sie eine modulare Optimierungsarchitektur darstellt, die gut angepasst werden kann.
Aus der Core-Form wird eine STG-Darstellung (Spineless Tagless G-machine, eine Erfindung von Jones) erzeugt, aus der dann zunächst C−−-Code gewonnen wird, um schließlich in C- (inzwischen nicht mehr), LLVM- oder Maschinencode überführt zu werden. Die resultierende Datei wird (zumeist statisch) gegen das GHC-Laufzeitsystem gelinkt, das in C und C−− geschrieben ist.

## Sprache
Der GHC unterstützt die beiden wichtigen Haskell-Standards Haskell 98 und Haskell 2010 komplett. Darüber hinaus implementiert er noch viele weitere Erweiterungen der Sprache und des Typsystems.

## Bedienung
GHC bietet, ähnlich wie zum Beispiel C-Compiler, viele Sprach- und Warnoptionen auf der Kommandozeile an. Er zeichnet sich außerdem durch die Fähigkeit aus, ganze Programme mittels der Option --make  bauen zu können. Dabei werden Modulabhängigkeiten automatisch beachtet und aufgelöst, ähnlich wie bei make.

### GHCi
GHCi ist eine interaktive Haskell-Umgebung und Teil von GHC. Es liest einen Haskell-Ausdruck, wertet ihn aus und gibt schließlich das Ergebnis aus. Außerdem ermöglicht GHCi das Kompilieren und Laden von Quelltext, um ihn zu testen, das Einbinden von Modulen und das Ausgeben von Informationen über Funktionen, Typklassen, Datentypen und Module.
Nachfolgend eine Beispielsitzung mit Nachladen von Code, Informationen über Funktionen, Instanzen und Typen etc.:
```
GHCi
,
 
version
 
7.6
.
3
:
 
http
://
www
.
haskell
.
org
/
ghc
/
  
:?
 
for
 
help

Loading
 
package
 
ghc
-
prim
 
...
 
linking
 
...
 
done
.

Loading
 
package
 
integer
-
gmp
 
...
 
linking
 
...
 
done
.

Loading
 
package
 
base
 
...
 
linking
 
...
 
done
.

Prelude
>
 
:
l
 
1
.
hs

[
1
 
of
 
1
]
 
Compiling
 
Main
             
(
 
1
.
hs
,
 
interpreted
 
)

Ok
,
 
modules
 
loaded
:
 
Main
.

*
Main
>
 
:
i
 
toDiffString

toDiffString
 
::
 
[
a
]
 
->
 
DiffString
 
a
     
-- Defined at 1.hs:7:1

*
Main
>
 
:
i
 
DiffString

newtype
 
DiffString
 
x
 
=
 
DiffString
 
([
x
]
 
->
 
[
x
])

      
-- Defined at 1.hs:4:9

instance
 
Show
 
x
 
=>
 
Show
 
(
DiffString
 
x
)
 
-- Defined at 1.hs:15:10

instance
 
Monoid
 
(
DiffString
 
x
)
 
-- Defined at 1.hs:18:10

*
Main
>
 
fromDiffString
 
.
 
toDiffString
 
$
 
"Hello World!"

Loading
 
package
 
transformers
-
0.3
.
0.0
 
...
 
linking
 
...
 
done
.

Loading
 
package
 
mtl
-
2.1
.
2
 
...
 
linking
 
...
 
done
.

"Hello World!"

*
Main
>
 
:
k
 
DiffString

DiffString
 
::
 
*
 
->
 
*

*
Main
>

```

### Kritik
Häufig genannte und 2005 in einer Umfrage bestätigte Kritikpunkte am GHC sind unter anderem seine geringe Geschwindigkeit, die oft schwierig zu entziffernden Fehlermeldungen, die Größe und mangelhafte Ausführungsgeschwindigkeit des erzeugten Codes und die Größe und Unübersichtlichkeit des Quellcodes von GHC.